# Waterschap Midden-Limburg
Het waterschap Midden-Limburg was een waterschap in de Nederlandse provincie Limburg. Het omvatte het centrale deel van de provincie, ongeveer het gebied van Midden-Limburg, ten westen van de Maas.

## Geschiedenis
In december 1932 werd door Provinciale Staten besloten om het waterschap Midden-Limburg op te richten met een oppervlakte van 30.000 hectare. Het waterschap had het beheer over gronden in het gebied in de toenmalige gemeenten Baexem, Beegden, Buggenum, Grathem, Haelen, Heel en Panheel, Helden, Heythuysen, Horn, Hunsel, Ittervoort, Kessel, Meijel, Nederweert, Neer, Neeritter, Nunhem, Roggel, Stramproy, Thorn, Weert en Wessem. Pas in 1939 werd het waterschap daadwerkelijk opgericht en in het waterschap ging het waterschap Het Land van Weert op.
In 1934-1939 vonden er verbeteringswerken plaats aan de beken Neerbeek, Tungelroyse beek, Haelense Beek, Uffelse beek, Panheelder beek en Roggelse Beek. De werken aan de Roggelse Beek duurden langer.
In 1945-1955 kon men door te weinig arbeidskracht en middelen alleen onderhoudswerkzaamheden uitvoeren aan waterlossingen.
In 1947 werd het waterschap uitgebreid met het stroomgebied van de Neerbeek.
In 1954 vonden er uitbreidingen plaats met gronden in ruilverkavelingen Ospelse Peel en Meijel samen met gronden in de toenmalige gemeenten Hunsel, Thorn en Wessem.
In 1956 werd het waterschap nog eens uitgebreid met een gebied aan de weg van Helden naar Meijel.
In 1962 werd voor de laatste maal het waterschap uitgebreid met gronden aan de zuidkant van de Noordervaart in de toenmalige gemeente Helden.
In 1972 ging het waterschap De Oude Graaf op in het waterschap Midden-Limburg.
In 1994 werd het waterschap samengevoegd met de waterschappen Het Maasterras en Noord-Limburg om samen het waterschap Peel en Maasvallei te vormen.

## Wapen
Het wapen van het waterschap is bekroond en bestaat uit vier blauw/witte delen met daarin linksboven een gouden kromstaf gekruist met een zilveren zwaard, rechtsboven een azuurblauwe keper, linksonder vijf rode ruiten in een kruis en een gouden roos. In het midden bevindt zich een gouden hartschild met drie posthoorns.